# Ishigaki (cidade)
Ishigaki (石垣市 -shi) é uma cidade japonesa localizada na província de Okinawa.
Em 2003 a cidade tinha uma população estimada em 43 769 habitantes e uma densidade populacional de 191,21 h/km². Tem uma área total de 228,91 km².
Recebeu o estatuto de cidade a 10 de Julho de 1947.

## Cidades-irmãs
- Wakkanai, Japão
- Condado de Kauai, Estados Unidos